# 浅野拡
浅野 拡（あさの ひろむ、1927年1月2日 - 1981年5月15日）は、日本の政治家。参議院議員（1期、自由民主党）。位階は正五位、勲等は勲三等。

## 略歴
岐阜県安八郡輪之内町生まれ。岐阜県立大垣中学校、名古屋工業専門学校を経て、1951年（昭和26年）、早稲田大学商学部卒業。大学在学中は、雄弁会に所属し、幹事長（会全体の責任者）を務める。学卒業後は、平野力三衆議院議員の秘書を務める。1954年、三野工業株式会社を設立。
1962年、輪之内町長選に当選。1963年に岐阜県議会議員に当選し、以後4期連続当選する。1973年に県議会副議長、1976年に県議会議長に就任する。
1977年、第11回参議院議員通常選挙で岐阜県選挙区から自民党公認で立候補し、初当選。1980年、鈴木善幸内閣で大蔵政務次官に就任する。
1981年3月から入院し、議員および大蔵政務次官在任中の同年5月15日、急性膵炎による急性心不全のため、虎の門病院で死去した。54歳没。同月19日、特旨を以て位記を追賜され、死没日付をもって正五位勲三等に叙され、旭日中綬章を追贈された。哀悼演説は同年6月3日、参議院本会議で中村太郎により行われた。